# Kavkazské jazyky
Kavkazské jazyky jsou skupina jazyků, kterými se mluví na Kavkazu. Dříve byly víceméně z praktických důvodů uváděny jako jediná jazyková rodina, jedná se však o tzv. jazykový svaz, tj. skupinu jazyků, které nemají společný původ, vzájemnou dlouhodobou blízkostí jsou však výrazně ovlivněny.
V současné době převládá mezi jazykovědci (lingvisty) názor, že se jedná o tři vzájemně nepříbuzné jazykové rodiny: severozápadokavkazské jazyky, severovýchodokavkazské jazyky (některými jazykovědci bývají tyto dvě rodiny spojovány do jediné rodiny severokavkazských jazyků, nicméně tento názor je spíše menšinový) a jihokavkazské jazyky (samostatnost této rodiny zpochybňována obvykle nebývá).

## Dělení
- severokavkazské jazyky
  - severozápadokavkazské jazyky (pontské)
    - adygejština
    - abcházština

  - severovýchodokavkazské jazyky (kaspické)
    - avarština
    - čečenština
    - inguština
- jihokavkazské jazyky (kartvelské)
  - gruzínština